# Arnamarampur
Arnamarampur – gaun wikas samiti we wschodniej części Nepalu w strefie Sagarmatha w dystrykcie Siraha. Według nepalskiego spisu powszechnego z 2001 roku liczył on 546 gospodarstw domowych i 3212 mieszkańców (1629 kobiet i 1583 mężczyzn).